# Lónyamező
A Lónyamező (horvátul: Lonjsko polje) egy síkság Horvátország középső részén.

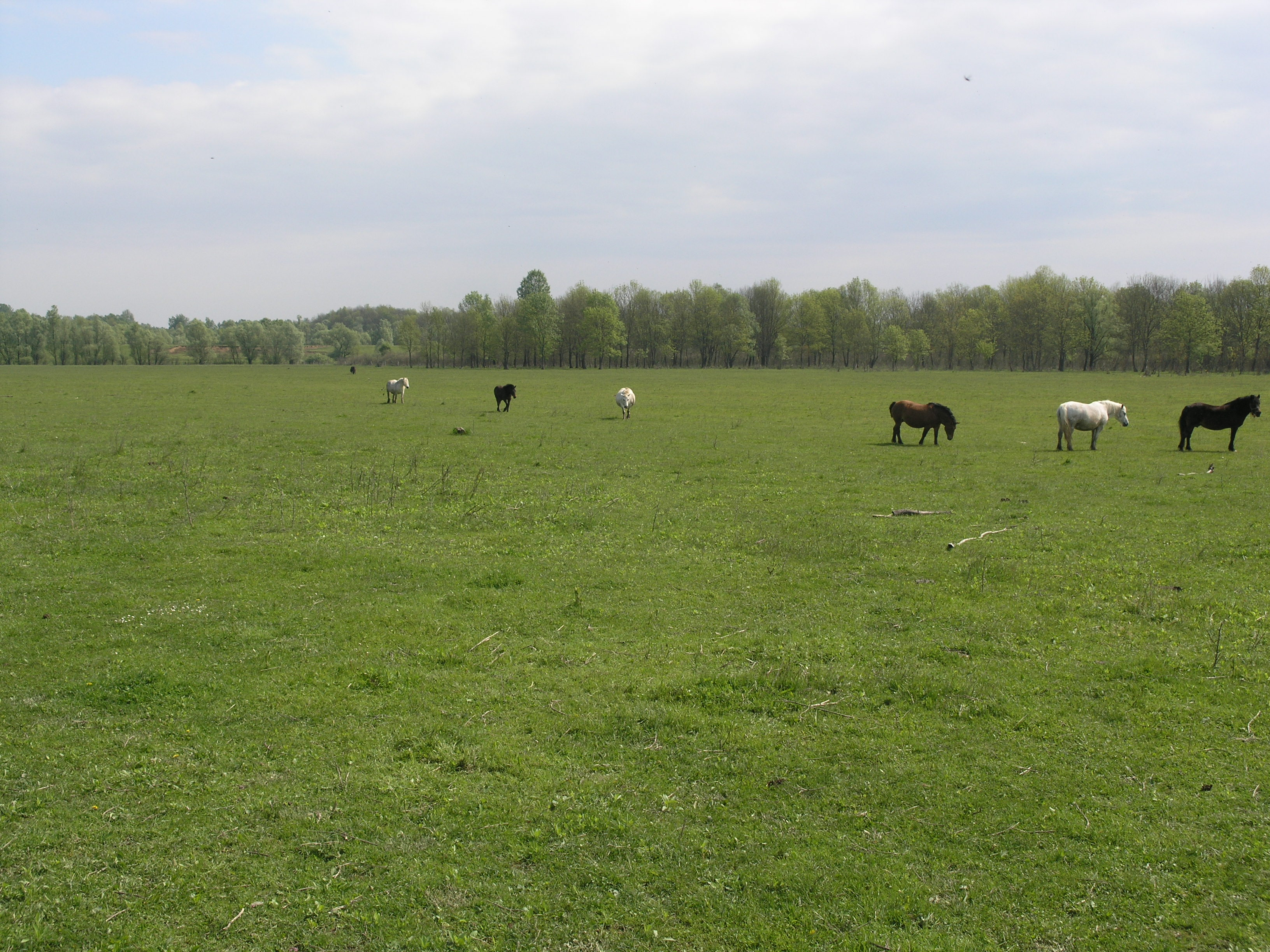
Szávamenti lovak a Lónyamezőn

## Leírása
A Lónyamező a Lónya-folyó síksága, melyet északon a Monoszlói-hegység, keleten a Jasenovac – Novszka főút, délen a Száva-folyó, nyugaton pedig a Črnec-patak határol. Hosszúsága mintegy 80 km, legnagyobb szélessége 15 km, területe 1200 km². Nagyobb része Sziszek-Monoszló megyében, kisebb része Bród-Szávamente megyében található. 
A mezőn a Lónya és mellékvizei a Csázma, az Ilova és a Pakra folyik át. A Lónya folyása a mezőn párhuzamos a Szávával, mert a Száva medre itt magasabban húzódik, melyet a folyómenti lerakódások okoznak. Magas vízálláskor (főként tavasszal és ősszel), különösen a Száva és a Zágráb-Lipovac autópálya közötti területen a Száva gyakran elárasztja a mezőt. Az árvizek hosszan tartóak (30–100 nap), és általában a mező területének 70%-áig terjednek.

## Gazdaság
A vízszabályozási munkák során a mezőből mintegy 850 km² területet visszanyertek a szántóföldi művelés számára. Itt elsősorban gabonaféléket és takarmánynövényeket termesztenek. A háziállatok közül főként szarvasmarhát tenyésztenek. A mezőn olaj- és földgázlelőhelyek is találhatók.

## Növény- és állatvilág
A mezőn kiterjedt kocsányos tölgyesek és legelők találhatók. A terület gazdag állatfajokban, különösen madarakban (gólyák, szürkegémek, kanalasgémek, sasok, baglyok, sólymok stb.). Területén 239 madárfajt regisztráltak, ebből 130 fészkelő madár volt. A Lónyamező egy része (506,5 km²) 1990-től természetvédelmi parkként védett. Krapje Đol (0,3 km²) területe 1963 óta különleges ornitológiai rezervátum. Rakita és Dražiblato 1969 óta tartozik a rezervátumhoz. Čigoč falu gólyái 1994 óta védettek. Az itteni Oberhofer–Hangi kúriából madártani központot alakítanak ki.

## Képek
- Elárasztott terület a mezőn
- Legelő szarvasmarhák
- Áradás a mezőn
- Legelő a Lónyamezőn
- A Száva partja
- Virágos rét Čigočnál
- Lepkék párzása
- Gólyafészkek Čigočon
- A natúrpark részlete